# Iso Koirajärvi (sjö i Etseri, Södra Österbotten)
Iso Koirajärvi är en sjö i kommunen Etseri i landskapet Södra Österbotten i Finland. Arean är 36 hektar och strandlinjen är 5,29 kilometer lång. Sjön  ingår i Kumo älvs huvudavrinningsområde.   Den ligger omkring 78 kilometer öster om Seinäjoki och omkring 280 kilometer norr om Helsingfors. 